# Seroki (Mazovie)
Pour les articles homonymes, voir Seroki.
Seroki (prononciation : [sɛˈrɔki]) est un village polonais de la gmina de Lutocin dans le powiat de Żuromin de la voïvodie de Mazovie dans le centre-est de la Pologne.
Il se situe à environ 4 kilomètres à l'est de Lutocin (siège de la gmina), 11 kilomètres au sud-ouest de Żuromin (siège du powiat) et à 117 kilomètres au nord-ouest de Varsovie (capitale de la Pologne).

## Histoire
De 1975 à 1998, le village appartenait administrativement à la voïvodie de Ciechanów.